# Teraz i tu (album)
Teraz i tu – debiutancki album Marcina Kindli, wydany 30 września 2011 roku nakładem wydawnictwa muzycznego Magic Records.
Wersja podstawowa albumu zawierała 10 utworów wokalisty, a jego pierwszym promującym singlem został utwór „Nie bój się”. 
W 2012 roku ukazała się edycja specjalna płyty Teraz i tu, powiększona o kilka premierowych utworów oraz o DVD z teledyskami do singli.

## Lista utworów
Opracowano na podstawie materiału źródłowego.
1. „Teraz i tu” (Initium)
2. „To możesz być Ty”
3. „Nie bój się” (Firestone Mix)
4. „Ostatni”
5. „Moja ziemia”
6. „Nie jesteś wyspą”
7. „Kiedyś Cię znajdę” (Magnezz Mix)
8. „Nowy dzień”
9. „Co mogę ci dać” (Magnezz Mix)
10. „Ukojenie”
11. „Nie trać wiary” (feat. Piotr Kupicha)
12. „Moja ziemia” (feat. Doniu)
13. „Nie bój się” (Pop Rock Mix)
14. „Teraz i tu” (The Winners Radio Edit)
15. „Jeszcze się spotkamy” (feat. Piotr Kupicha)

Powyższy spis obejmuje utwory zawarte na edycji specjalnej albumu Teraz i tu.